# Peter Rundberg
Peter Rundberg, född 29 oktober 1718 på Dottemålen i Gränna landsförsamling, död 1 november 1780 i Jönköping, var en svensk rustmästare.
Peter Rundberg var son till bonden Mikael Persson Rundberg. Han inskrevs 23 november 1739 i lära hos stockmakare Jöns Ahlgren i Jönköping, blev gesäll 1743 samt praktiserade från 1744 i Stockholm och utomlands, bland annat i Frankrike. Om den skicklighet han då förvärvade visar de arbeten han utförde och de befordringar han erhöll. 1752 uppvisade han på såväl pistol- som stockmakarämbetena i Jönköping en damaskerat hagelgevär, där han även gjord lås, beslag och stock - "ett ibland de vackraste mästerstycken, som hos det Lofl. Ståckmakareämbetet blifvit uptedt" - varför Rundberg retroaktivt från 1746 erkändes som mästare i båda ämbetena. Redan 1754 fick han Krigskollegii fullmakt att vara "övermästare för det finare gevärsarbetet", utnämndes 1755 till besiktningsrustmästare vid Jönköpings faktori och uppflyttades 1762 i rang närmast efter stockmakareåldermannen. Han verkade till sin död som rustmästare och drev även pistol- och stockmakarverkstad i sin gård på nuvarande Östra Storgatan 80. Rundberg har ansetts som en av de främsta vapensmederna vid Jönköpingsfaktoriet. Hans tillverkning, av vilken flera prov finns på Livrustkammaren, utmärker sig för enkelhet och renhet i formgivningen. Pipsignaturen, P. R. B., är graverad eller inlagd med silvertråd.